# Jan van den Bosch (presentator)
Jan Simon (Jan) van den Bosch (Alphen aan den Rijn, 29 augustus 1950) is een Nederlandse televisiepresentator en ondernemer.

## Biografie
Van den Bosch groeide op in een groot gezin dat behoorde tot de Christelijke Gereformeerde Kerken. Hij studeert Massamedia en Communicatie aan het Queens College van de Universiteit van Cambridge.
In 1974 trad hij in dienst bij de Evangelische Omroep (EO) waar hij het reisprogramma Overal en nergens presenteerde. Hij werd vooral bekend als gezicht van de door hem in 1981 opgerichte Ronduit-club, de jongerenorganisatie van de EO, en doordat hij achttien jaar lang de EO-Jongerendag presenteerde. Dit deed hij samen met de evangelist Henk Binnendijk die op deze dag zo'n vijfentwintig jaar lang jaarlijks een toespraak vanuit de Bijbel hield. Ook was Van den Bosch tussen september 1977 en november 1985 op de vrijdagochtend te horen op Hilversum 3 en vanaf oktober 1984 ook op woensdagochtend, vanaf woensdag 4 december 1985 t/m 30 september 1991 op Radio 3. Door de invoering van de nieuwe horizontale programmering op het eveneens vernieuwde Radio 3 per 4 oktober 1992, verviel de vaste uitzenddag van de EO op de woensdagochtend.
Sinds 4 april 1999 (Eerste Paasdag) presenteert Van den Bosch op zondagochtend bij RTL 5 het Nederlandse aandeel in het Amerikaanse christelijke televisieprogramma Hour of Power van dominee Bobby Schuller. Deze uitzending wordt op RTL 5 aangevuld met gesprekken over het geloof die Van den Bosch heeft met bekende en minder bekende Nederlanders. Voor de christelijke tv-zender Family7 presenteert hij vanaf 2012 de interviewprogramma's Thuis en Geloofshelden. 
Daarnaast is Van den Bosch sinds 1987 eigenaar van een mediabedrijf en de christelijke reisorganisatie Beter Uit, en is hij als zodanig eigenaar van vakantieparken in Souillac (Frankrijk), Walsdorf (Luxemburg) en een park in Girona (Spanje).
Zijn lijfspreuk is: ”De hemel geeft, wie vangt die heeft”.
Ter gelegenheid van zijn zeventigste verjaardag verscheen in 2020 bij uitgeverij Ark Media een persoonlijk en biografisch portret in de vorm van een boek met de titel Jan, globetrotter met een missie.

## Onderscheidingen
In 2010 werd Jan van den Bosch benoemd tot Ridder in de Orde van Oranje-Nassau.
Voor zijn activiteiten met de Stichting New Life Holland werd hem op 15 december 2023 namens Stichting Revalidatiecomplex "Agape Oekraïne" uit Loetsk het Witte Kruis "Honor et Gloria" toegekend. Het betreft een onderscheiding uit Oekraïne.